# Julien Mauve
 (juin 2016).
Si vous disposez d'ouvrages ou d'articles de référence ou si vous connaissez des sites web de qualité traitant du thème abordé ici, merci de compléter l'article en donnant les références utiles à sa vérifiabilité et en les liant à la section « Notes et références ».
Julien Mauve, né le 15 avril 1984 à Saint-Germain-en-Laye, est un photographe et artiste visuel français. Son travail a été récompensé par plusieurs prix dont le SFR Jeunes Talents en 2013, le Sony World Photography Award en 2016 et la Bourse Du Talent en 2018. Il a publié deux livres aux éditions Poursuite, L'Indifférence des étoiles (2016) et Titanic Orchestra (2017).

## Distinctions
- 2018 : Lauréat de la Bourse du Talent édition #76 Paysage
- 2018 : Shortlist, Prix Levallois [2]
- 2016 : Sélectionné pour la 21e édition du Festival Voies Off
- 2016 : Lauréat dans la catégorie Professional conceptual[3], Sony World Photography Awards
- 2015 : Shortlist, LEICA Oskar Barnack Award
- 2014 : Lauréat, Celebrating Europe Open Call, Kaunas, Lithuania
- 2013 : Prix du jury au concours SFR Jeunes Talents Paris Photo[4], France

## Ouvrages
- Titanic Orchestra, publié en avril 2017 aux éditions Poursuite[5]
- L'Indifférence des étoiles, publié en juin 2016 aux éditions Poursuite[6]

## Expositions personnelles
- 2019 : Il Miracolo - Institut Français, Milan, Italy[7]
- 2018 : L'île aux Libellules - Galerie Intervalle, Paris, France
- 2017 : The Silent Worlds - In The Gallery, Copenhague, Danemark[8]
- 2017 : The Indifference of the Stars - Pictura Gallery[9], Bloomington, États-Unis
- 2016 : Les Mondes Silencieux - Galerie Intervalle, Paris, France
- 2014 : When Lights Out - In The Gallery[10], Copenhague

## Publications
- 2016 : The Good Life[11]
- 2015 : GEO, Courrier international, Libération[12], WIRED[13], Washington Post[14], Huffington Post[15], Daily Mail[16], Le Figaro[17], Fisheye Magazine[18]
- 2014 : BBC[19], Our Age Is Thirteen[20]